# Система Бразилейро де Телевисао
„Система Бразилейро де Телевисао“ (на португалски: Sistema Brasileiro de Televisão) или Ес Би Ти (на португалски: SBT), е бразилска телевизионна мрежа, стартирана на 19 август 1981 г., основана от бизнесмена и телевизионна личност Силвио Сантос. Седалището му е в Озаско, Сао Пауло.